# 曳船58号型
曳船58号型「えいせん58ごうがた」（英語: YT-58 class Yard Tag boat）は、海上自衛隊の第1種支援船であり海自最大の曳船。公称船型は260トン型曳船。海上自衛隊内では「えい船」と表記される。

## 概要
各港務隊及び基地隊等に配備されており、艦艇の出入港支援や非自走支援船等の曳航を行う。押し船としての機能を持たせるため船首は平らで、支援相手艦の艦橋や甲板を見やすいよう、操舵室上部に傾斜をつけたガラス窓を装備している。
船体周囲にはタイヤなどの防舷物（フェンダー）が、また改設計型には防舷帯も備え付けられており、支援相手艦艇にゴムの跡を付けない様、もやい索や幕をそれらの上に垂らしている。
ちなみに用いられているタイヤはP-3C哨戒機で使われなくなった廃品、ゴム部保護用のもやい索は艦艇で係留に使われ使用寿命を迎えたものを再利用している。
操縦性能を高めるため、2軸の全旋回式プロペラを持つ。静止推力が最も必要とされているため、性能要求には速力が入っていない。
鋼製で、消火設備も備えており、放水銃1～2丁と泡沫原液タンク1基を持つほか、火災船に近づいた際の焼損や船体温度上昇を防ぐための自衛散水装置を備え、消防船としても使用可能である。
また、ひゅうが型護衛艦やいずも型護衛艦では船体から飛行甲板が張り出しており、直接の出入港支援をする際にマストが接触してしまうため、ひゅうが型就役以後に建造された本船はマストが起倒もしくは伸縮できるようになっており、それ以前に建造されたものについても順次改装された。
基地以外での自衛艦艇の出入港支援や災害派遣、転籍による回航等の長期間の航海を想定して、船内には士官室(船長室)を含め、船員の居住区が存在している。実際に2011年3月26日から、福島第一原発事故に対する災害派遣が横須賀港務隊所属の曳船によって行われた。
船員は7名であり、船長を筆頭に甲板長、機関長とその補佐に就く科員で構成される。他の支援船と同様に、場合によってはこれら乗員で他の支援船を掛け持ちする。船長には各地港務隊に所属する3等海曹以上の者が割り当てられ、いずれも自衛艦の乗員経験者、かつ船体規模により要求される海技資格保有者が就く。
YT-95以降多くの改設計がされており、全般に共通する仕様として出力が1,800馬力から2,600馬力に向上し、それに伴い速力や推力も向上した。加えて操舵室後部にあった煙突を無くし、船尾左右舷に排気孔を設けた他、船内構造においても大きく設計変更されている。その他、順次小変更が加えられており細かい部分の艤装が異なる。YT-99で2桁の番号を使い切ったため、以後は01から順次再付与されている。

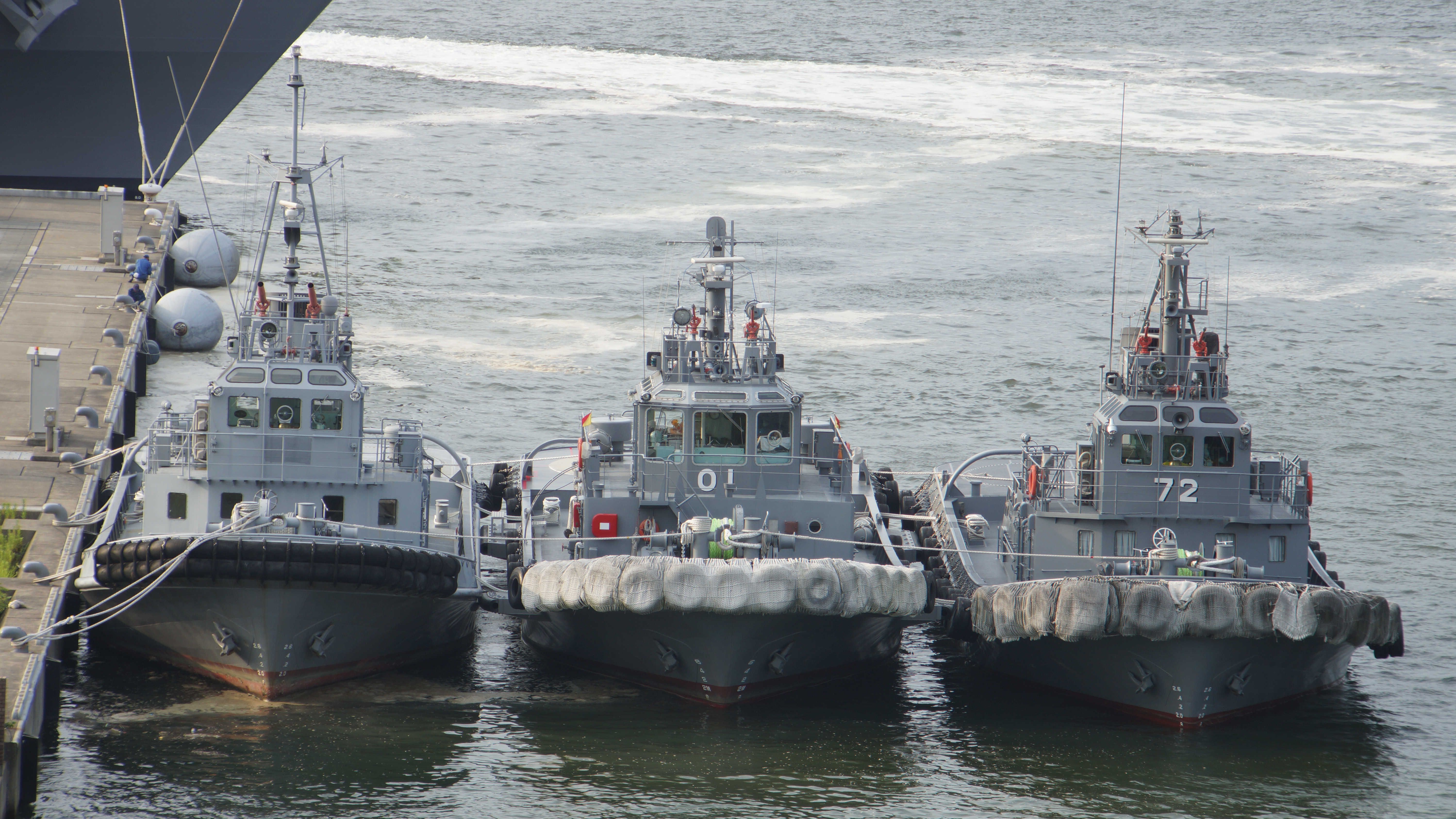
左から、原型でマスト固定式の64号（除籍後）、初期改設計型の01号（起倒式マスト「倒」）、原型だがマストが伸縮式に改装された72号（マスト「縮」）。各船の違いがよくわかる。
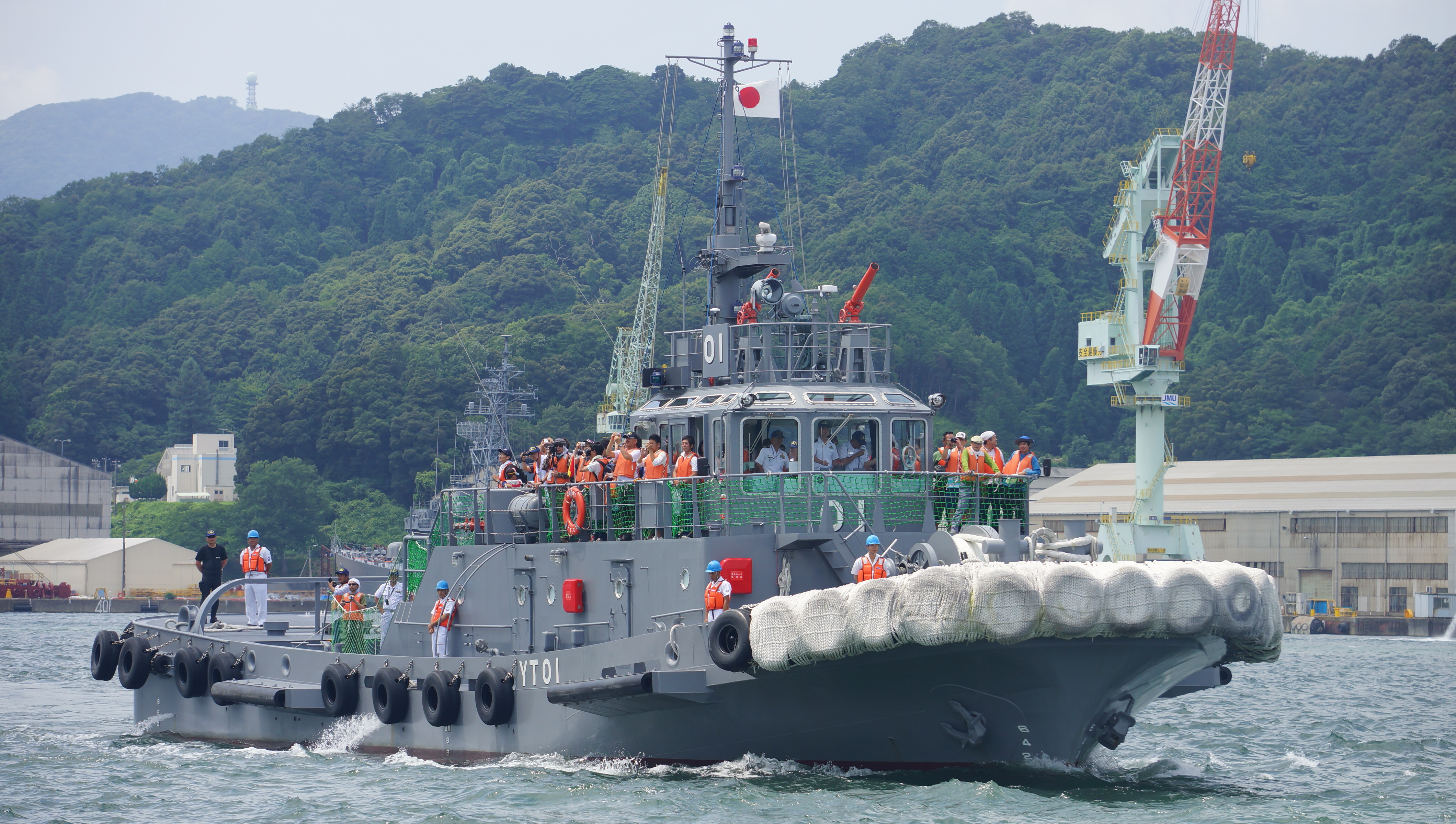
一般向け体験航海を行う曳船01号（YT-01）。初期改設計型。起倒式マストが採用されており、写真では立てた状態。
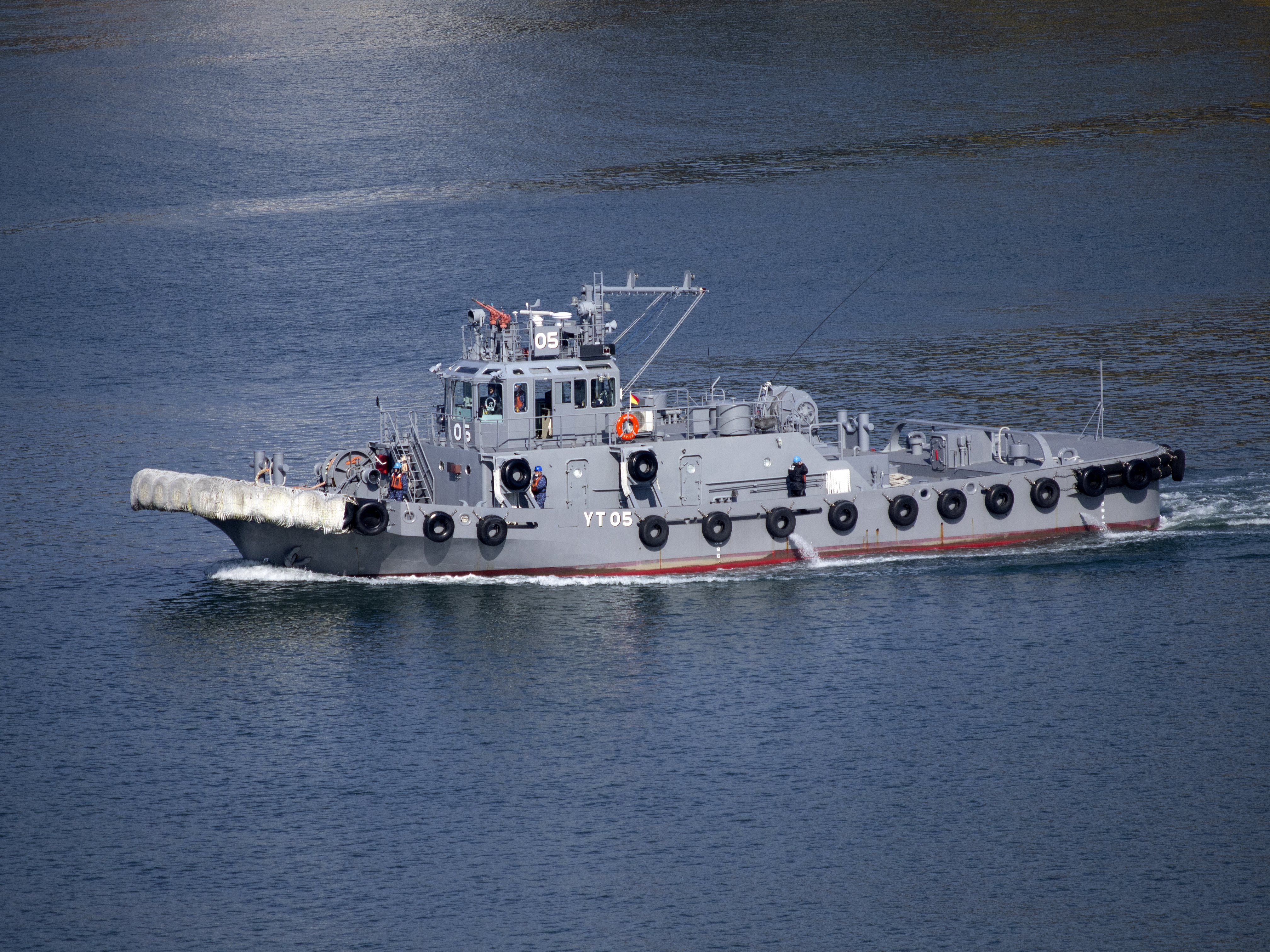
曳船05号（YT-05）。先掲の01号と同様改設計型だが細部の艤装が異なり、DDH横抱き支援用の防舷物を船橋構造物左右に備える。起倒式マストは倒された状態。
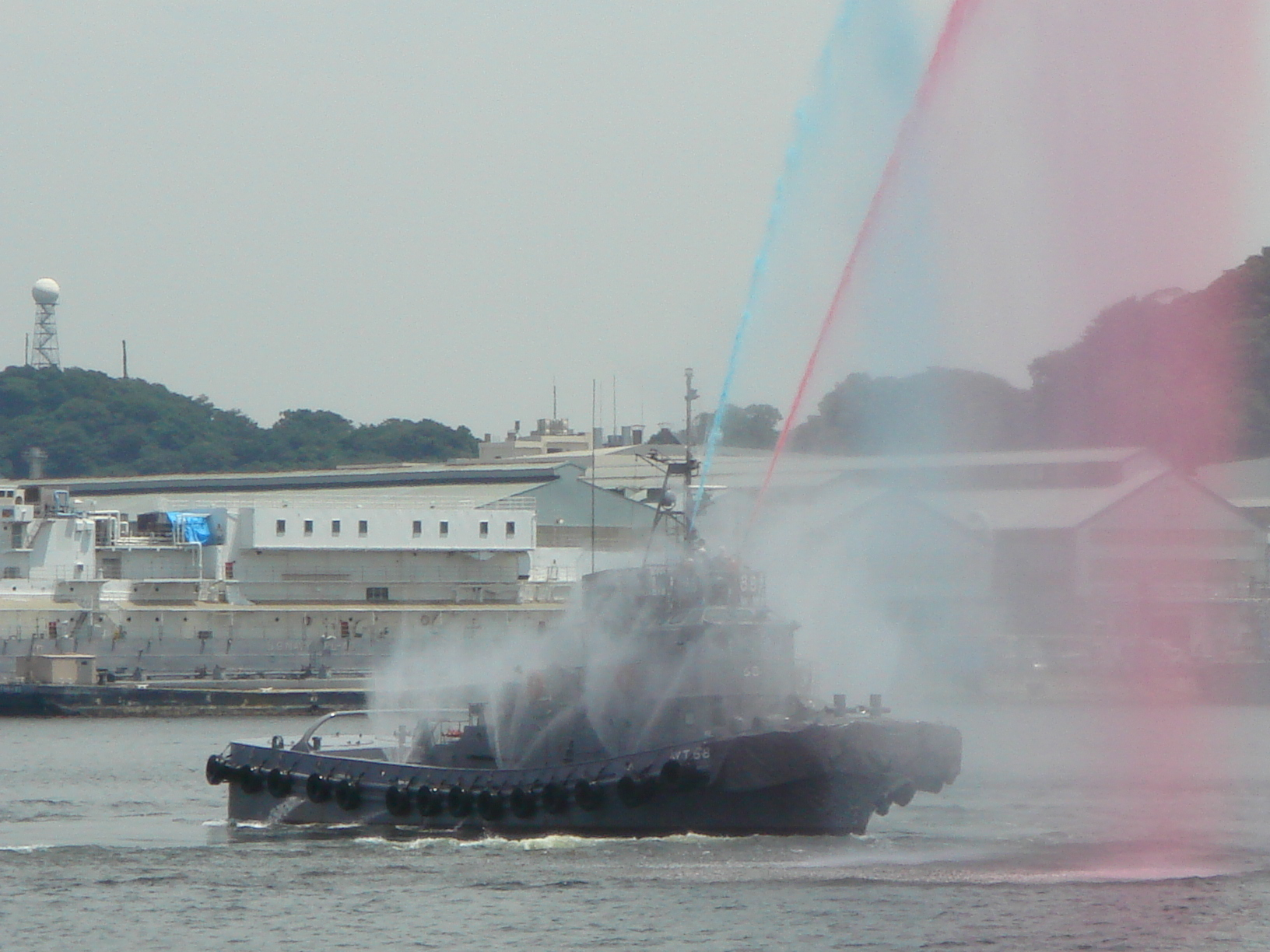
放水銃2丁を用いて歓迎の放水をすると共に、自衛散水装置を作動させる曳船68号（YT-68）。

## 運用
主要任務である艦艇の出入港において、DD・DE・DDGといったクラスの排水量の艦艇では基本的に2隻の支援を必要とし、10,000トンを超える艦艇には更にもう1隻が管制支援を担う場合がある。いずも型護衛艦の出入港支援に至っては3隻の直接支援が必要であり、状況により管制支援を行う場合はさらに1隻を必要としている。

## 同型船一覧
| #     | 船名     | 造船所        | 起工           | 竣工           | 配属 退役船は除籍             |
| ----- | -------- | ------------- | -------------- | -------------- | ----------------------------- |
| YT-58 | 曳船58号 | 横浜ヨット    | 1978年         | 1978年10月31日 | 2015年4月13日                 |
| YT-63 | 曳船63号 | 横浜ヨット    | 1982年3月17日  | 1982年9月27日  | 2018年3月9日                  |
| YT-64 | 曳船64号 | 横浜ヨット    | 1983年3月1日   | 1983年9月20日  | 2016年2月12日                 |
| YT-65 | 曳船65号 | 横浜ヨット    | 1984年3月6日   | 1984年9月20日  | 2017年3月17日                 |
| YT-66 | 曳船66号 | 横浜ヨット    | 1985年3月20日  | 1985年9月20日  | 2018年3月9日                  |
| YT-67 | 曳船67号 | 横浜ヨット    | 1986年3月3日   | 1986年9月4日   | 2019年2月8日                  |
| YT-68 | 曳船68号 | 臼杵鉄工所    | 1987年3月3日   | 1987年9月9日   | 2020年12月22日                |
| YT-69 | 曳船69号 | 臼杵鉄工所    | 1987年3月3日   | 1987年9月16日  | 2021年3月16日                 |
| YT-70 | 曳船70号 | 臼杵鉄工所    | 1988年4月8日   | 1988年9月2日   | 2021年12月14日                |
| YT-71 | 曳船71号 | 横浜ヨット    | 1989年2月16日  | 1989年7月28日  | 2022年10月26日                |
| YT-72 | 曳船72号 | 横浜ヨット    | 1990年4月25日  | 1990年7月28日  | 舞鶴港務隊 （舞鶴基地）       |
| YT-73 | 曳船73号 | 横浜ヨット    | 1991年1月16日  | 1990年7月31日  | 呉港務隊 （呉基地）           |
| YT-74 | 曳船74号 | 横浜ヨット    | 1991年2月14日  | 1990年9月30日  | 佐世保港務隊 （佐世保基地）   |
| YT-78 | 曳船78号 | 横浜ヨット    | 1994年1月31日  | 1994年7月28日  | 佐世保港務隊 （佐世保基地）   |
| YT-79 | 曳船79号 | 横浜ヨット    | 1994年1月31日  | 1994年9月29日  | 横須賀港務隊 （横須賀基地）   |
| YT-81 | 曳船81号 | 横浜ヨット    | 1996年3月15日  | 1996年7月30日  | 大湊港務隊 （大湊基地）       |
| YT-84 | 曳船84号 | 横浜ヨット    | 1998年         | 1998年10月20日 | 佐世保港務隊 （佐世保基地）   |
| YT-86 | 曳船86号 | 渡辺造船所    | 1999年         | 2000年3月21日  | 呉港務隊 （呉基地）           |
| YT-89 | 曳船89号 | IHI造船化工機 | 2000年         | 2001年3月16日  | 呉港務隊 （呉基地）           |
| YT-90 | 曳船90号 | IHI造船化工機 | 2001年         | 2001年3月16日  | 大湊港務隊 （大湊基地）       |
| YT-92 | 曳船92号 | 長崎造船      | 2005年8月29日  | 2006年3月17日  | 沖縄基地隊港務科 （沖縄基地） |
| YT-94 | 曳船94号 | 長崎造船      | 2006年5月15日  | 2006年3月16日  | 沖縄基地隊港務科 （沖縄基地） |
| YT-95 | 曳船95号 | 本瓦造船      | 2009年         | 2010年3月15日  | 横須賀港務隊 （横須賀基地）   |
| YT-96 | 曳船96号 | 本瓦造船      | 2009年         | 2010年3月15日  | 呉港務隊 （呉基地）           |
| YT-97 | 曳船97号 | 本瓦造船      | 2010年         | 2011年5月31日  | 呉港務隊 （呉基地）           |
| YT-99 | 曳船99号 | 長崎造船      | 2011年         | 2012年3月19日  | 横須賀港務隊 （横須賀基地）   |
| YT-01 | 曳船1号  | 本瓦造船      | 2012年9月5日   | 2013年1月31日  | 舞鶴港務隊 （舞鶴基地）       |
| YT-02 | 曳船2号  | 本瓦造船      | 2012年10月17日 | 2013年1月31日  | 舞鶴港務隊 （舞鶴基地）       |
| YT-04 | 曳船4号  | 本瓦造船      | 2015年         | 2015年12月11日 | 佐世保港務隊 （佐世保基地）   |
| YT-05 | 曳船5号  | 本瓦造船      | 2015年         | 2016年1月12日  | 舞鶴港務隊 （舞鶴基地）       |
| YT-08 | 曳船8号  | 前畑造船      | 2016年         | 2017年3月10日  | 呉港務隊 （呉基地）           |
| YT-10 | 曳船10号 | 栗之浦ドック  | 2017年         | 2018年3月23日  | 横須賀港務隊 （横須賀基地）   |
| YT-11 | 曳船11号 | 栗之浦ドック  | 2017年         | 2018年3月23日  | 大湊港務隊 （大湊基地）       |
| YT-12 | 曳船12号 | 栗之浦ドック  | 2018年         | 2019年2月28日  | 横須賀港務隊 （横須賀基地）   |
| YT-13 | 曳船13号 | 京浜ドック    | 2019年         | 2020年12月22日 | 横須賀港務隊 （横須賀基地）   |
| YT-14 | 曳船14号 | 京浜ドック    | 2019年         | 2021年3月16日  | 佐世保港務隊 （佐世保基地）   |
| YT-15 | 曳船15号 | 栗之浦ドック  | 2021年         | 2021年12月14日 | 佐世保港務隊 （佐世保基地）   |
| YT-16 | 曳船16号 | 栗之浦ドック  | 2022年         | 2022年12月     | 大湊港務隊 （大湊基地）       |
| YT-17 | 曳船17号 | 栗之浦ドック  |                | 2023年9月      | 舞鶴港務隊 （舞鶴基地）       |

## ギャラリー

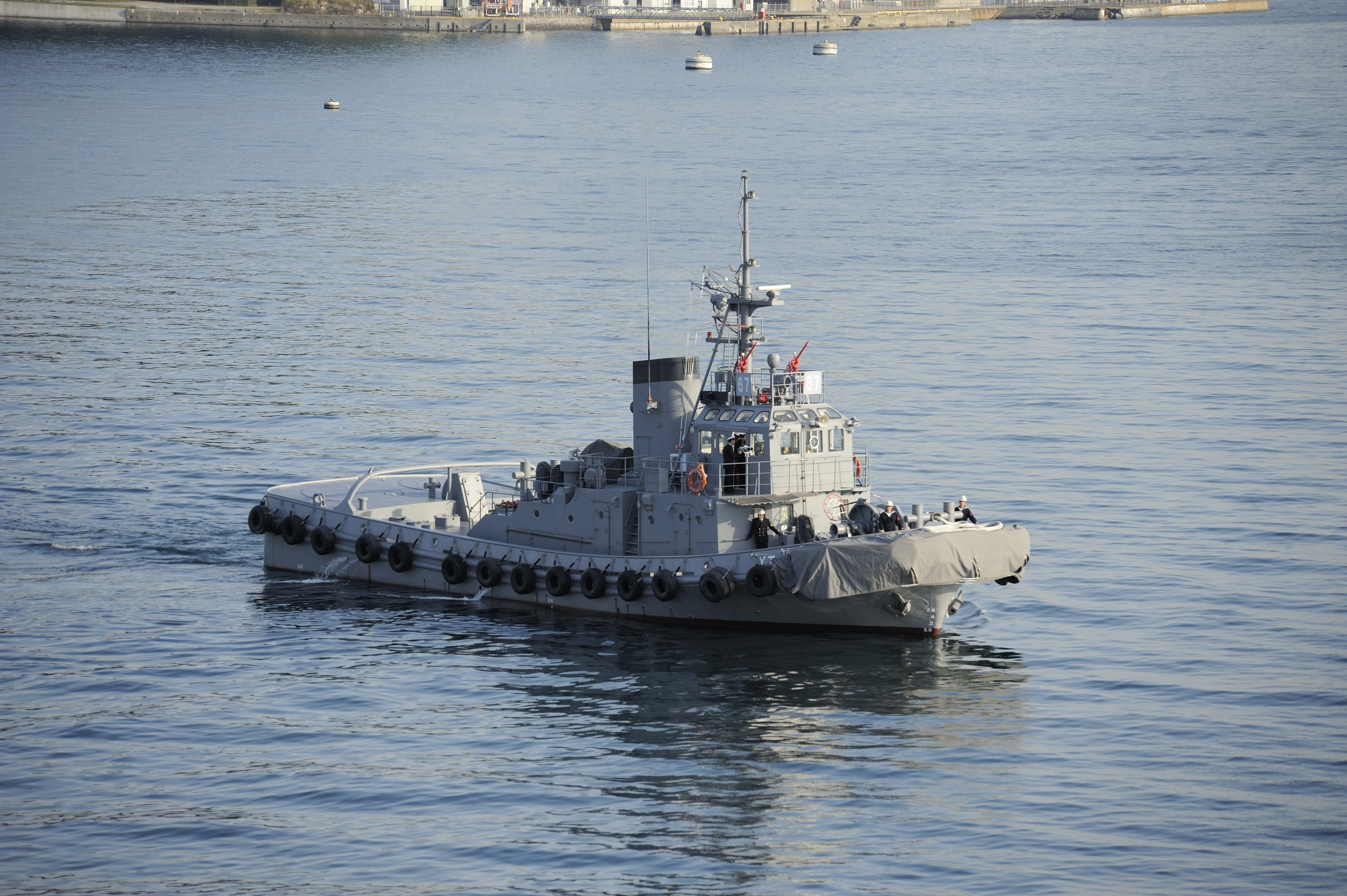
曳船67号（YT-67）。横須賀港で撮影。ひゅうが型就役以前に建造された個体で、マストは伸縮式に改装されており、写真では伸長状態。
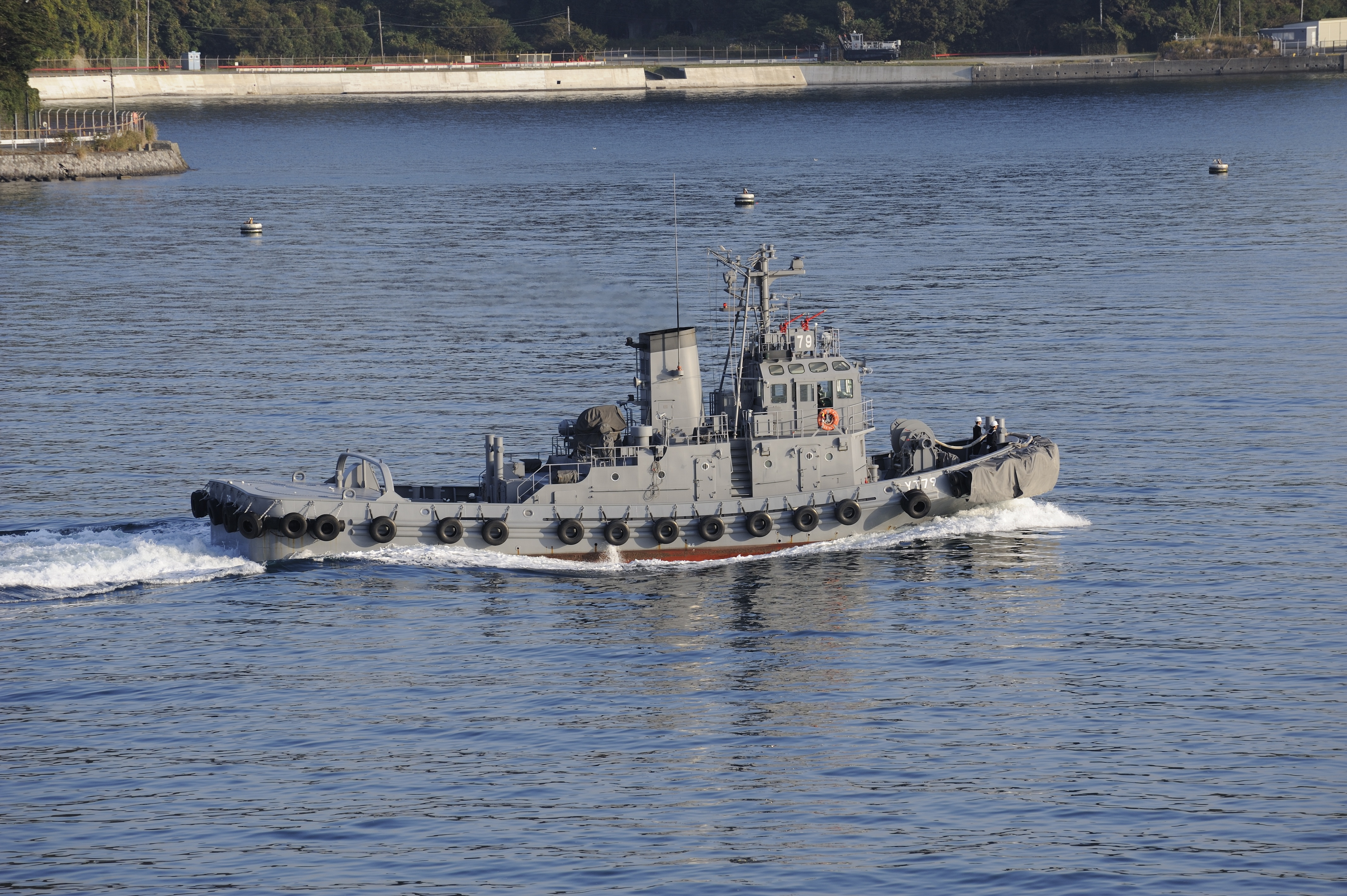
曳船79号（YT-79）。横須賀港で撮影。67号と同じく旧型個体で、伸縮式マストは縮小状態。
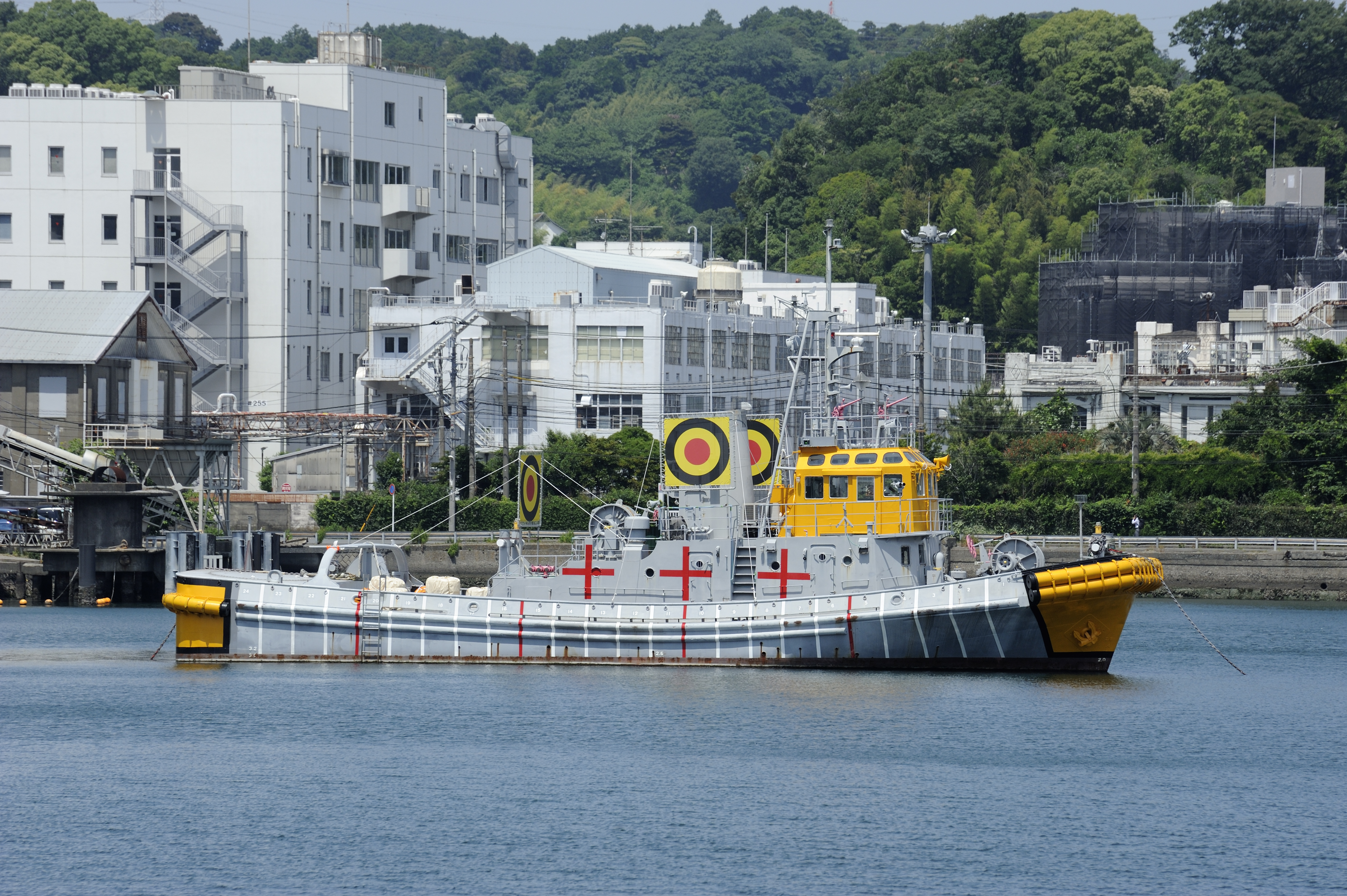
標的船に改装された個体（元、曳船68号）。長浦港（横須賀市）で撮影。